# Arnaldo Cortesi
Pour les articles homonymes, voir Cortesi.
Arnaldo Cortesi (21 septembre 1897 - 26 novembre 1966) est un journaliste italien, correspondant étranger du New York Times de 1922 à 1963, il remporta un prix Pulitzer en 1946 pour sa série de reportages sur la vie du peuple argentin sous la dictature péroniste.